# Gerd Ehinger
Gerd Ehinger (* 7. Oktober 1941 in Berlin) ist ein ehemaliger Honorarprofessor der Technischen Universität Berlin im Bereich Systemtheorie und Methoden der Systemanalyse.

## Biografie

### Schulische und universitäre Bildung
Ehinger, Sohn des Bauingenieurs Ernst Ehinger und dessen Ehefrau Herta, geb. Beuster, besuchte von 1947 bis 1953 die 4. Grundschule in Berlin-Spandau. Von 1953 bis 1960 war er Schüler der Freiherr-vom-Stein-Oberschule in Berlin-Spandau, an der er im März 1960 das Abitur ablegte. Von März bis Oktober 1960 machte er ein Praktikum bei der Firma Borsig AG in Berlin-Tegel.
Ehinger studierte von Oktober 1960 bis Juli 1966 Flugtechnik an der Technischen Universität in Berlin in der Fachrichtung Luftfahrzeugtriebwerke. Von September 1966 bis Juni 1967 studierte er Systemtechnik am Georgia Institute of Technology in Atlanta, Georgia, Fachrichtung: Systems Engineering. Er hatte hierfür ein Stipendium des World Student Fund erhalten.
Von Juli 1967 bis September 1967 war Ehinger bei der Lockheed Aircraft Corporation in Marietta, Georgia, in der Abteilung Systems Design tätig. Ab Oktober 1967 war er wissenschaftlicher Assistent am Institut für Raumfahrttechnik der Technischen Universität Berlin. Ehinger arbeitete zunächst auf dem Gebiet der Weltraumforschung, Schwerpunkt Raumfahrttechnik, und verfasste darüber einige wissenschaftliche Arbeiten. 1972 promovierte er an der Technischen Universität Berlin über die Entwurfsoptimierung von Raumfahrzeugen kleiner Schubbeschleunigung zum Dr.-Ing. Ab Mitte der 70er Jahre wandte er sich auch Fragen der Systemtechnik bzw. Systemanalyse und dem Thema Programmiersprachen zu.

### Lehre
Für das Wintersemester 1969/70 wurde ihm ein Lehrauftrag über Datenverarbeitung und Informationsgewinnung an der TU Berlin erteilt.
1978 wurde er an der TU Berlin habilitiert.
1986 wurde er zum Honorarprofessor der TU Berlin ernannt und 2002 als Prof. Dr. auf eigenen Antrag verabschiedet. Er war tätig am Institut für Entwerfen, Baukonstruktion und Gebäudekunde.
Ehinger war Geschäftsführer der von 1998 bis 2010 existierenden IBE Ingenieurbüro für Technische Informationssysteme Ehinger GmbH mit Sitz in Berlin.

## Publikationen
- Dissertationen an der Fakultät für Maschinenwesen der Technischen Universität Berlin auf dem Gebiet der Flugtechnik mit Grenzgebieten. Stand 31. Dezember 1967. (Bln: TU 1968.) 26 Bl.[9]
- mit Heinz Hermann Koelle: Die volkswirtschaftliche und soziologische Bedeutung der Weltraumforschung in Deutschland. herausgegeben von der Technischen Universität Berlin, Lehrstuhl für Raumfahrttechnik und Institut für Raumfahrttechnik. Berlin 1968.
- mit Wolfgang Spieß: Abschätzung der Entwicklungskosten vorgeschlagener Versionen des Trägersystems Europa III. herausgegeben von der Technischen Universität Berlin, Lehrstuhl für Raumfahrttechnik und Institut für Raumfahrttechnik. Berlin 1969.
- mit G. Niederau, U. Stark: Wozu Weltraumforschung in Deutschland. In: Bild der Wissenschaft. 1970, S. 678–685.
- Entwurfsoptimierung von Raumfahrzeugen kleiner Schubbeschleunigung, Berlin 1972. (Berlin (West), Techn. Univ., Fachbereich 12 – Verkehrswesen, Diss.)[10]
- Einführung in die Optimierungsverfahren unter Berücksichtigung des Modellprinzips. In: Technische Universität Berlin. Aufbauseminar Systemtechnik. 2. Vorlesungsmanuskripte Frühjahr 1971 (Berlin 1971).[11]
- mit Wolfgang Spieß: Programmierübungen in FORTRAN. De Gruyter, Berlin 1974, ISBN 3-11-003777-7 (2., erw. Aufl. 1980; Nachdruck 2019).
- FORTRAN-Lexikon. De Gruyter, Berlin 1982, ISBN 3-11-008359-0.